# Ivaniš Mrnjavčević
Ivaniš Mrnjavčević (en serbio: Иваниш Мрњавчевић) fue un noble serbio del siglo xiv. Pertenecía a la noble familia Mrnjavčević. Era el hijo del rey serbio Vukašin Mrnjavčević (1365-1371). Es mencionado por el historiador ragusiano Mavro Orbini en el «Reino de los Eslavos» en 1601, basándose en una inscripción de la iglesia de San Demetrio, cerca de Skopie, que era una donación de su hermano mayor Marko Mrnjavčević (1371-1395).
Orbini afirma que Ivaniš se retiró a Zeta antes de la invasión otomana, con sus parientes Balšić. Junto con Balša II (1378-1385) murió en la batalla de Savra cerca de Lushnjë (en Albania) en 1385.
Además de Marko Ivaniš tenía dos hermanos menores, Andrijaš y Dmitar y una hermana Olivera, casada con Đurađ I Balšić (1362-1378). Algunas fuentes indican que pudo haber tenido otra hermana.